# Igor Timerbulatowitsch Muchametschin

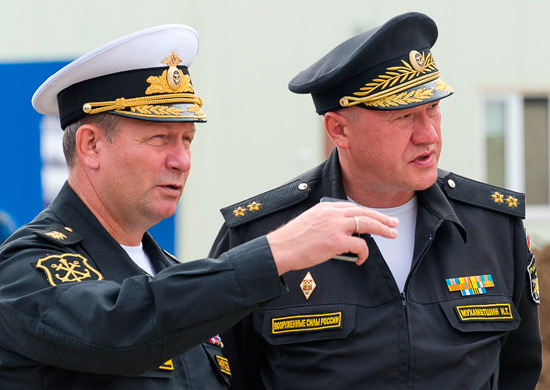
Muchametschin (rechts) mit Wiktor Tschirkow 2014

Igor Timerbulatowitsch Muchametschin (russisch Игорь Тимербулатович Мухаметшин; * 15. August 1963 in Neftekamsk, Baschkirische ASSR, Sowjetunion) ist ein russischer Vizeadmiral und seit Juli 2016 Stabschef der Baltischen Flotte.

## Leben
Muchametschin absolvierte 1986 die Pazifische Seekriegshochschule „S.O. Makarow“. Er diente auf Atom-U-Booten der Nordflotte als Gefechtsabschnittskommandeur, Wachoffizier, 1. Offizier und Kommandant. Nach dem Besuch von höheren Offizierslehrgängen 1994 wurde er als Stellvertreter des Kommandeurs einer Einheit von Atom-U-Booten eingesetzt. 2001 absolvierte er die Seekriegsakademie N. G. Kusnezow und 2006 die  Militärakademie des Generalstabes der Russischen Streitkräfte mit Auszeichnung. Anschließend fand er als Stabschef eines U-Bootgeschwaders und später als Kommandeur eines Atom-U-Bootgeschwaders der Pazifikflotte Verwendung. Ab 9. Juli 2010 kommandierte er die Unterwasserkräfte der Nordflotte. Im April 2012 wurde er auf Präsidentenerlass als Stellvertreter des Chefs der Seekriegsakademie eingesetzt. Anschließend wurde er Kommandeur der Unterwasserkräfte der Pazifikflotte. Seit 1. Juli 2016 erfüllt er übergangsweise die Pflichten des Stabschefs und 1. Stellvertreters des Kommandeurs der Baltischen Flotte. Am 7. Oktober 2016 wurde er zum Stabschef der Baltischen Flotte ernannt.